# Xiphispa coquereli
Xiphispa coquereli es una especie de insecto coleóptero de la familia Chrysomelidae.
Fue descrita científicamente en 1869 por Fairmaire.